# Guys (Tennessee)
Guys es un pueblo ubicado en el condado de McNairy en el estado estadounidense de Tennessee. En el Censo de 2010 tenía una población de 466 habitantes y una densidad poblacional de 15,35 personas por km².

## Geografía
Guys se encuentra ubicado en las coordenadas 35°0′54″N 88°32′2″O / 35.01500, -88.53389. Según la Oficina del Censo de los Estados Unidos, Guys tiene una superficie total de 30.36 km², de la cual 30.29 km² corresponden a tierra firme y (0.22%) 0.07 km² es agua.

## Demografía
Según el censo de 2010, había 466 personas residiendo en Guys. La densidad de población era de 15,35 hab./km². De los 466 habitantes, Guys estaba compuesto por el 75.32% blancos, el 23.18% eran afroamericanos, el 0% eran amerindios, el 0% eran asiáticos, el 0% eran isleños del Pacífico, el 0.43% eran de otras razas y el 1.07% pertenecían a dos o más razas. Del total de la población el 0.64% eran hispanos o latinos de cualquier raza.